# Mímánsá
Mímánsá, v dévanágarí मीमांसा, je jednou z ortodoxních indických filozofických škol. Pojem znamená v češtině zkoumání, výzkum nebo podrobná úvaha. Je také znám s přívlastky púrva-mímánsá (předcházející zkoumání), karma mímánsá (zkoumání činnosti), uttara-mímánsá (pozdější zkoumání) nebo brahma mímánsá (zkoumání brahma).
Mímánsá je způsob zkoumání véd založený na dvojznačnosti a je přesně opačný oproti způsobu jednoznačnosti, kterým se zabývá védánta. Karma mímánsá se zabývá podrobným studiem činnosti, neboť činnost tvoří základ existence a evoluce jedince. Tento systém indické filosofické školy rozděluje sanhity (čtyři prvotní védy - rgvéd, sámavéd, jadžurvéd a atharvavéd) na tyto části: 1. obětní liturgické texty (karma-kanda) mantry a bráhmany a 2. filosofická pojednání (džňána-kanda) v upanišadách.

## Přehled
Za zakladatele této školy je považován mudrc Džaimini, jehož dílo Púrva-mímánsá-sútry pochází z doby 300 až 100 př. n. l. Hlavní hledání karma-mímánsy je zaměřeno na činnost, která bude spontánně v souladu s dharmou. Džaimini ustanovuje věčnou povahu slova logickým argumentem, odstraňuje všechny pochyby o správné interpretaci a dokazuje, že slova véd, třebaže jde o impulzy božství, nejsou nesmyslné poznámky či rytmy. Protože považoval védy za konečnou autoritu, vymyslel Džaimini analytickou metodu rozboru védského textu:

### Obětní a liturgické texty
(karma-kanda)
1. vidhi (příkazy)
2. mantry (klíčová slova)
3. námadhéja (podstatná jména)
4. nišédha (zákazy)
5. arthaváda (vysvětlení)

Džaimini dokazuje, že podstatná jména nejsou soběstačná a že vyžadují sloveso, aby sdělila cíl řeči. Slovesa uvádějí element činnosti, který Džaimini klasifikuje podle toho, zda je jejich vliv projevený nebo neprojevený. Činnosti s převážně projevenými následky se nazývají hlavní a činnosti s převážně neprojevenými následky se nazývají druhotné.

### Filosofická pojednání
(džňána-kanda)
- sanhity

1. rik - verše shromážděné ve skupině a vyznačující se metrickým uspořádáním
2. sáma - verše zpívané na závěr
3. jadžus - mantry v próze
  1. niganda - vyslovovány nahlas
  2. upamšu - vyslovovány potichu

- bráhmany - v karma-mímánse je zmíněno deset způsobů analyzování brahma

1. hétu - motiv
2. nirvačana - vysvětlení či vyjádření
3. ninda - zneuznání
4. prašana - chvála
5. samšaja - pochyba
6. vidhi - nařízení
7. pararíja - činnost jedince
8. purakalpa - minulé události
9. vjádharana kalpana - smysl podle kontextu
10. upamána - srovnání